# Yuki Kotera
Yuki Kotera (小寺 優輝 Kotera Yuki?), född 12 juli 1986 i Wakayama prefektur, är en japansk före detta fotbollsspelare.
Kotera började sin karriär 2009 i Fagiano Okayama. Han spelade 14 ligamatcher för klubben. 2012 flyttade han till FC Ganju Iwate. Han avslutade karriären 2014.